# Валя-Адинке (Румунія)
Валя-Адинке (рум. Valea Adâncă) — село у повіті Ясси в Румунії. Входить до складу комуни Мірослава.
Село розташоване на відстані 319 км на північ від Бухареста, 4 км на південний захід від Ясс.

## Населення
За даними перепису населення 2002 року у селі проживали 973 особи, з них 972 особи (99,9%) румунів. Усі жителі села рідною мовою назвали румунську.